# Anne Charlotte Leffler

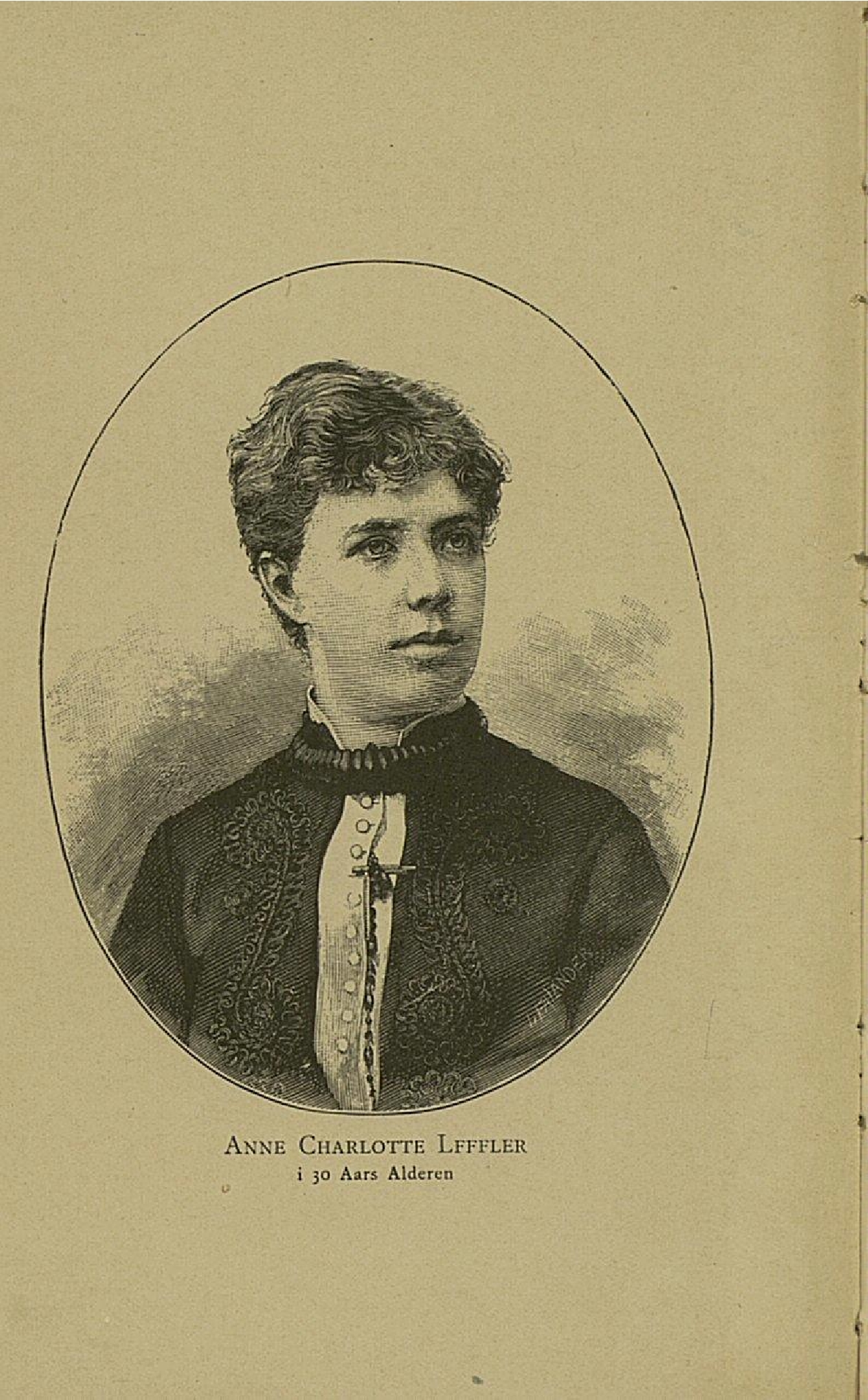
Anne Charlotte Leffler

Anne Charlotte Leffler (* 1. Oktober 1849 in Stockholm; † 21. Oktober 1892 in Neapel) war eine schwedische Schriftstellerin.

## Leben
Sie begann als Jugendliche zu schreiben, ihre ersten Geschichten erschienen 1869 unter dem Pseudonym Carlot. Ihr Vater hatte sie herausgegeben. Nach ihrer Eheschließung mit G. Edgren 1872 begann sie, Theaterstücke zu schreiben, die einige Aufmerksamkeit erregten. Sie veröffentlichte sie aus Rücksicht auf die öffentliche Anstellung ihres Gatten anonym. Die Stücke wurden am Königlichen Dramatischen Theater Dramaten in Stockholm gespielt. Hervorzuheben ist zum einen Skådespelerskan (1873) (Die Schauspielerin) und zum anderen Pastorsadjunkten (1876). Sie wirkte wiederum ohne Namensnennung an der Aufführung des erstgenannten Stückes mit. So auch 1880 in Elvan.
1882 veröffentlichte sie das Werk Ur lifvet (Aus dem Leben), das Geschichten aus der Oberklasse Schwedens erzählt, unter eigenem Namen. Mehrere Geschichtensammlungen wurden unter demselben Titel herausgebracht. Andere Erfolge waren Sanna Kvinnor (1883) (Richtige Frauen) und En Räddande engel (1883) (Ein rettender Engel). Viele ihrer Stücke waren an Henrik Ibsens Werken orientiert, vor allem dessen Nora oder Ein Puppenheim, und handelten von den Problemen der Protagonistinnen aufgrund der benachteiligenden Stellung von Frauen in der damaligen Gesellschaft. Damit und mit ihrem Streben nach Authentizität brach sie, ebenso wie Ibsen, Sofja Kowalewskaja und andere, mit bis dahin geltenden Konventionen in der Hoffnung, die Situation verbessern zu können. Besonderes Talent bewies Leffler in der Gestaltung von Dialogen.
Sie trennte sich 1884 von ihren Mann und zog nach England. Hier kam sie in Kontakt mit Eleanor Marx und Edward Aveling. Dort schrieb sie das Drama Hur man gör gott (Artig sein), das 1885 uraufgeführt wurde. Leffler war in diesem Jahr schon nach Stockholm zurückgekehrt; sie gehörte zu den Gründungsmitgliedern der Sällskapet Nya Idun. Zusammen mit Sofja Kowalewskaja schrieb sie 1887 ein Drama Kampen för lyckan (Der Kampf für das Glück). 1891 schrieb sie die Komödien Familjelycka (Familienglück) und Den kärleken! (Die Liebe!) nach ihrer Eheschließung mit dem italienischen Mathematiker Pasquale del Pezzo, Herzog von Cajanello. Ihr letztes Werk (1892) war eine Biografie über ihre Freundin, die Mathematikerin Sofja Kowalewskaja. Anne-Charlotte Leffler starb 1892 in Neapel an einer Blinddarmentzündung.
Viele ihrer Werke sind ins Norwegische, Dänische, Finnische, Russische, Deutsche, Englische, Niederländische, Italienische, Bulgarische und Kroatische übersetzt worden. Als erfolgreichstes Werk kann Sanna Kvinnor gelten. Es wurde noch dreimal am Dramaten aufgeführt und 1974 vom schwedischen Fernsehen verfilmt.
Anne Charlotte Leffler ist die Schwester des Mathematikers Gösta Mittag-Leffler.

## Werke
- Elfe. Schauspiel in 3 Aufzügen. Nach dem schwedischen Original-Manuskript. frei übersetzt von Emil [Jak.] Jonas. R. Boll, Berlin 1883
- Weiblichkeit und Erotik. Deutsche Verlagsanstalt, Stuttgart 1892 (Sammlung ausländischer Romane)
- Verurteilt. Ein Ball in der vornehmen Welt. Zwei Novellen. S. Schwartz, Berlin 1893 (Sammlung von besten Werken der Literatur der Gegenwart 1)
- Sonja Kovalevsky, was ich mit ihr zusammen erlebt habe und was sie mir über sich selbst mitgeteilt hat. Reclam, Leipzig 1894 (Reclams Universal-Bibliothek 3297/3298)
- Eine Sommergeschichte. Roman. Leipzig 1895,
- Aus dem Leben. Aus dem Schwedischen von Ilse Mautner und Klara Mautner. Hillger, Berlin, Eisenach, Leipzig 1902 (Kürschners Bücherschatz 283)
- Drei Erzählungen. Aus dem Schwedischen übersetzt von Luise Wolf. Reclam, Leipzig 1902 (Reclams Universal-Bibliothek 4290)